# Music for Men
Music for Men – czwarty studyjny album amerykańskiej grupy Gossip, nagrany w Shangri La Studios w Malibu. Został wydany 23 czerwca 2009 w Stanach Zjednoczonych, dzień wcześniej drogą internetową udostępniono go w Wielkiej Brytanii. Album promuje singel Heavy Cross wydany 28 kwietnia w USA a w Wielkiej Brytanii 15 czerwca.

## Lista utworów
1. "Dimestore Diamond"
2. "Heavy Cross"
3. "8th Wonder"
4. "Love Long Distance"
5. "Pop Goes the World"
6. "Vertical Rhythm"
7. "Men in Love"
8. "4 Keeps"
9. "2012"
10. "Luv N' Let Luv"
11. "Four Letter Word"
12. "Spare Me from the Mold"

## Wykonawcy
- Beth Ditto - wokal
- Brace Paine - gitara, bass
- Hannah Blilie - perkusja